# Animal (singel Def Leppard)
Animal – piosenka rockowa zespołu Def Leppard, wydana w 1987 roku jako singel promujący album Hysteria.

## Powstanie
Oryginalną wersję piosenki napisał gitarzysta Phil Collen. Pierwsze próby jej nagrania rozpoczęły się wiosną 1984 roku w Dublinie wspólnie z producentem Jimem Steinmanem. Te wysiłki nie odniosły jednak zamierzonego efektu, jako że Steinman specjalizował się w piosenkach orkiestrowych, jak „Making Love Out of Nothing at All” i „Total Eclipse of the Heart”. Obowiązki Steinmana osiemnaście miesięcy po rozpoczęciu prac nad albumem Hysteria przejął Robert John Lange. Prace nad utworem przedłużyły się, jako że według Lange'a miał on zadatki na stanie się hitem na miarę Pyromanii. W lipcu 1985 roku Joe Elliott nagrał partię wokalną w Studio Des Dames w Paryżu. Do śpiewu Elliotta za sugestią Lange'a piosenka została napisana na nowo.
W lipcu 1987 roku do piosenki został nagrany teledysk w reżyserii Jeana Pellerina i Douga Freela. Nagrań dokonano podczas tournée zespołu w Holandii, a w klipie gościnnie wystąpił Malvin Mortimer.

## Wydanie i odbiór
W Wielkiej Brytanii singel został opublikowany przed wydaniem Hysterii, jak pierwszy singel promujący ten album. W Stanach Zjednoczonych natomiast był drugim singlem promującym Hysterię, po „Women”. „Animal” był pierwszym singlem Def Leppard wydanym na CD. Nosiła ona nazwę LEPCD1 i była edycją limitowaną z odpowiednią adnotacją na okładce. Ten singel zawierał utwór tytułowy, wersję rozszerzoną oraz piosenki „Tear It Down” i „Women”. Ponadto w Wielkiej Brytanii singel wydano na MC i LP. Wersja międzynarodowa obejmowała utwór „I Wanna Be Your Hero”.
„Animal” był pierwszym hitem Def Leppard w Wielkiej Brytanii i pierwszą piosenką zespołu, która w ich kraju zajęła miejsce w pierwszej dziesiątce listy przebojów. Dzięki „Animal” grupa po raz pierwszy wystąpiła w programie telewizyjnym Top of the Pops, co miało miejsce w sierpniu 1987 roku.
| Lista             | Pozycja | Źródło |
| ----------------- | ------- | ------ |
| Belgia            | 32      | [ 5 ]  |
| Holandia          | 20      | [ 5 ]  |
| Irlandia          | 3       | [ 6 ]  |
| Kanada            | 21      | [ 7 ]  |
| Nowa Zelandia     | 8       | [ 5 ]  |
| Stany Zjednoczone | 19      | [ 8 ]  |
| Szwajcaria        | 17      | [ 5 ]  |
| Wielka Brytania   | 6       | [ 9 ]  |

## Twórcy
- Joe Elliott – wokal
- Steve Clark – gitary
- Phil Collen – gitary
- Rick Savage – gitara basowa
- Rick Allen – perkusja[4]